# گیرمو مندیسابال
گیرمو مندیسابال (اسپانیایی: Guillermo Mendizábal‎؛ زادهٔ ۸ اکتبر ۱۹۵۴) بازیکن فوتبال اهل مکزیک بود.
از باشگاه‌هایی که در آن بازی کرده‌است می‌توان به باشگاه فوتبال گوادالاخارا، باشگاه فوتبال رایو وایکانو، و باشگاه فوتبال کروز آزول اشاره کرد.
وی همچنین در تیم ملی فوتبال مکزیک بازی کرده‌است.